# Hind (cantora)
Hind (ASA-LC: Hend (em árabe: هند , هند)‎; (nome real Suhair, ou Suheir Al-Bahraineya سهير البحرين‎; (5 de maio de 1979) é uma cantora bareinitaita.
Hind, ou, como alguns a chamam A borboleta do Golfo, é uma artista do Barém, nascida na cidade de Issa.
Seu trabalho artístico inclui música popular árabe, bem como tradicional música fidjeri e kaliji. Foi descoberta pelo músico Anwar Abdullah, e valeu-lhe o apodo de "Hind", mas seu verdadeiro nome é "Suhair". O álbum de estreia de Hind, "Rabeie O Galb", foi lançado no ano 2000, e desde esse álbum fez-se muito reconhecida em Baréin e na província oriental de Arábia Saudita. Começou a actuar em solo após que assinar o seu último álbum Ao Ghroob com a discográfica Rotana, que foi quando se fez famosa e reconhecida na região do Golfo Pérsico.

## Biografia
Hind nasceu no Reino de Baréin (1979) crescendo com seus pais e cinco irmãos (três irmãs e dois irmãos). Seu pai trabalhava no Ministério de Segurança Social e sua mãe era dona-de-casa. Terminou o ensino secundário em 1997 (no mesmo ano em que se uniu como co-fundadora de um grupo de música tradicional bareinita). Matriculou-se na Universidade de Baréin com especialização em Administração de Empresas. No ano de 1999, Hind deixou a universidade para dedicar à carreira musical após que fosse reconhecida pelo conhecido músico Anwar Abdullah. Ela assinou com a companhia "Fanoon O Emarat" que produziu seu primeiro álbum "Rabeie O Galb" também conhecido como "Hind 2000".
Em 2002, casou-se. Dez meses depois, deu à luz o seu primeiro filho, Abdullah. Em 2003, lançou seu segundo álbum Hind 2003, também conhecido como Sodfa, sem deixar tão boa crítica, como o primeiro. Também no mesmo ano, lançou um website de fãs e se lhe deu o nome de Farashat Al-Khalij (A Borboleta do Golfo). Lamentavelmente, seu casamento não durou muito e terminou em 2004.
2005 foi um ponto de inflexão na vida de Hind, ao assinar com a conhecida companhia de música Rotana seu terceiro álbum titulado "Hind 2005" também conhecido como "Ao Ghroob". Assim, Hind fez uma entrada notável na indústria da música, onde essa foi sua chave do sucesso entre 2005 e 2007.
Hind lançou um álbum em 2008. O álbum incluiu doze canções que foram cantadas em diferentes dialectos como kaliji, libanês e finalmente egípcio. Em 2012, lançou seu último álbum titulado Hind 2012. É seu director artístico, é o compositor kuwaití Abdullah Al-Qa'ud.

## Discografia
- Rabeie El Galb (2000)
- Hind 2003 (2003)
- Al Ghroob (2005)
- Hind 2008 (2008)
- Hind 2012 (2012)

### Rabeie El Galb
1. Rabeie El Galb
2. Mani Asa Keefak
3. Bil Tahdeed
4. Melh El Tenha
5. Ela Ana
6. Eshaq We Hib
7. Itha El Gheera

### Hind 2003
1. Sodfa (letra: Abdullah Al-Hashmi, música: Khalid Nasser)
2. Minak Aza'ao (letra: Ahmed Al-Sharqawi, música: Bader Khalifa)
3. Gassi (Lyrics Mohammed Al-Marzoqi:, Musica: Tariq Al-Muqbil)
4. Abashrik (Lyrics: Saad Al-Khuraji, Musica: Anwar Abdullah)
5. Meta Ya Galbi (Lyrics: Sami Al-Jama'an, Música: Ahmed Al-Harami)
6. Hala Bi Noor El Fajir (Lyrics: Al-Shaikh Zaid, Musica: Khalid Nasser)
7. Ma Abi Akthar (Lyrics: Farouq Abdullah, Musica: Ahmed Al-Harami)
8. Khayabt Thani (Lyrics: Younes Abdullah, Musica: Mohammed Al-Araifi)

### Al Ghroob
1. Ana We Inta We AlShooq (Lyrics: Al-Thari, Musica: Abdullah A o-Jasim)
2. Khalas (Lyrics: Ahmed Al-Sanie, Musica: Faisal Al-Rashid)
3. Ya Hasafa (Lyrics: Seba, Musica: Ahmed Al-Harmi)
4. Tajrubah Murra (Lyrics: Ibrahim Bin Swad, Musica: Ahmed Al-Harmi)
5. Jarooh Dafeena (Lyrics: Hattan, Musica: Khalid Shaikh)
6. Sahi Wala Hee (Lyrics: Araf Al-Hashil, Musica: Serouz)
7. Majnoon (Lyrics: Loaye Al-Bigali, Musica: Bader Al-Thwai)
8. Tejahalni (Lyrics: Faisal Al-Yami, Musica: Jasim Abdullah)
9. Taal (Lyrics: Naifa Al-Bahrainia, Musica: Ahmed Al-Harmi )
10. Magedart Asber (Lyrics: Sager Al-Khaibi, Musica: Tariq Al-Muqbil)
11. Al Ghroob (Lyrics: Geyouth, Musica: Suliaman Al-Mulla)

### Hind 2008
1. Marid Al Mahaba
2. Yiji Minak
3. Zabahani Al Chawk
4. Bikol Basata
5. Abeh Yshouf
6. Afa Farah
7. Hamati
8. Touk Asa Bali
9. Jitak
10. Tashtaki
11. Man Ant
12. Mawed Omr